# SN 2006ee
SN 2006ee – supernowa typu II odkryta 18 sierpnia 2006 roku w galaktyce NGC 774. W momencie odkrycia miała maksymalną jasność 17,60m.